# Wynton Kelly
Wynton Kelly (Brooklyn, Nova York, EUA, 2 de desembre de 1931 - Toronto, Ontario, Canadà, 12 d'abril de 1971) fou un pianista de jazz estatunidenc d'origen jamaicà, que va desenvolupar la part forta de la seva carrera als Estats Units.

## Biografia
Wynton Kelly va néixer a Jamaica, però quan tenia quan tenia quatre anys, la seva família es va traslladar al districte de Brooklyn (Nova York). És allà on, quan ja és un adolescent, comença la seva carrera professional, inicialment com músic de rhythm and blues per artistes com Eddie Cleanhead Vinson, Hal Singer, o Eddie Lockjaw Davis.

Kelly va treballar amb Dinah Washington, Dizzy Gallespie i Lester Young entre el 1951 i el 1952.

Després del seu servei militar tornà a col·laborar amb Washington (1955-1957), amb Charles Mingus (1956-1957) i amb la Big Band de Dizzy Gillespie (1957). Això no obstant, després d'això va començar la seva col·laboració amb Miles Davis (1959-1963) amb qui va gravar àlbums com Kind of Blue, At the Blackhawk, o Someday My Prince Will Come.

Després de deixar Davis va formar el seu propi trio amb la resta de la secció rítmica de la banda, el baixista Paul Chambers i el bateria Jimmy Cobb; un grup que arribà a la cima amb Wes Montgomery.

Abans de la seva prematura mort, Wynton Kelly havia gravat com a líder per a segells discogràfics com Blue Note, Riverside, Vee-Jay, Verve o Milestone.
El baixista Marcus Miller, la rapera Foxy Brown i el pianista Randy Weston són cosins de Wynton Kelly.

## Estil i valoració
Wynton Kelly fou un extraordinari acompanyant i distintiu solista, i que dècades més tard seria una forta influència per Benny Green, entre d'altres; fou a més un dels més prolífics de la seva època. La seva participació en la gravació de Kind of Blue que molts consideren el millor àlbum de la història del jazz, el va fer passar a la història, i el seu estil impecable i elegant va crear escola entre molts pianistes.

La seva prematura mort va privar el jazz d'una de les seves figures més inventives i els crítics han destacat l'escassa atenció que ha rebut la seva enorme figura.

## Discografia

### Com a líder
| Any  | Títol                       | Segell            |
| ---- | --------------------------- | ----------------- |
| 1951 | Piano Interpretations       | Blue Note         |
| 1958 | Piano                       | Riverside         |
| 1959 | Kelly Blue                  | Riverside         |
| 1959 | Kelly Great                 | Vee-Jay           |
| 1960 | Kelly at Midnight           | Vee-Jay           |
| 1961 | Wynton Kelly!               | Vee-Jay           |
| 1961 | Someday My Prince Will Come | Vee-Jay           |
| 1963 | Comin' in the Black Door    | Verve             |
| 1964 | It's All Right!             | Verve             |
| 1965 | Undiluted                   | Verve             |
| 1965 | Somkin' at the Half Note    | Verve             |
| 1965 | Blues on Purpose            | Xanadu Records    |
| 1967 | Full View                   | Milestone Records |
| 1968 | Last Trio Session           | Delmark           |

### Com asideman
Amb Julian "Cannonball" Adderley
- Things Are Getting Better (1958)
- Cannonball Adderley Quintet in Chicago (1959)
- Cannonball Takes Change (1959)
- African Waltz (1961)
- The Cannonball Adderley Quintet Plus (1961)

Amb Nat Adderley
- Much Brass (1959)
- That's Right! (1960)
- Naturally! (1961)

Amb Lorez Alexandria
- Alexandria the Grat (1964)
- More of the Great (1964)

Amb Gene Ammons
- Night Lights (1970)

Amb Walter Benton
- Out of This World (1960)

Amb Bob Brookmeyer
- Jazz is a Kick (1960)

Amb Joy Bryan
- Make the Man Love Me (1961)

Amb Donald Byrd
- Off to the Races (1958)

Amb Betty Carter
- Out There (1958)

Amb Paul Chambers
- Go... (1959)
- 1st Bassman (1960)

Amb James Clay
- The Sound of the Wide Open Spaces!!! (1960)

Amb Jimmy Cleveland
- Cleveland Style (1957)

Amb John Coltrane
- Coltrane Jazz (1961)

Amb King Curtis
- The New Scene of King Curtis (1960)
- Soul Meeting (1960)

Amb Miles Davis
- Kind of Blue (1959)
- Someday My Prince Will Come (1961)

Amb Dizzy Gillespie
- Dizzy and Strings (1954)
- Dizzy Atmosphere (1957)
- Birks' Works (1957)
- Dizzy in Greece (1957)
- Dizzy Gillespie at Newport (1957)

Amb Benny Golson
- Benny Golson's New York Scene (1957)
- The Modern Touch (1957)
- Turning Point (1962)

Amb Paul Gonsalves
- Gettin' Together (1960)

Amb Dexter Gordon
- The Jumpin' Blues (1970)

Amb Grant Green
- First Session (1960)

Amb Johnny Griffin
- Introducing Johnny Griffin (1956)
- A Blowin' Session (1957)

Amb Eddie Harris
- Cool Sax, Warm Heart (1964)

Amb Jimmy Heath
- On the Trail (1964)

Amb Bill Henderson
- Bill Henderson Sings (1959)

Amb Joe Henderson
- Four (1968)
- Straight, No Chaser (1968)

Amb Ernie Henry
- Seven Standards and a Blues (1957)
- Last Chorus (1957)

Amb Billie Holiday
- Lady Sings the Blues (1956)

Amb Helen Humes
- Swingin' with Humes (1961)

Amb Illinois Jacquet
- The Blues That's Me (1969)

Amb Eddie Jefferson
- Letter From Home (1962)

Amb J. J. Johnson
- The Eminent Jay Jay Johnson Volume 2 (1954)

Amb Elvin Jones i Philly Joe Jones
- Together! (1961)

Amb Sam Jones
- The Chant (1961)

Amb Roland Kirk
- Domino (1962)

Amb Steve Lacy
- Soprano Sax (1957)

Amb Abbey Lincoln
- That's Him (1957)
- It's Magic (1958)

Amb Booker Little
- Booker Little (1960)

Amb Chuck Magione
- Recuerdo (1962)

Amb Blue Mitchell
- Big 6 (1958)
- Blue Soul (1959)
- Blue's Moods (1960)
- A Sure Thing (1962)

Amb Hank Mobley
- Peckin' Time (1958)
- Soul Station (1960)
- Roll Call (1961)
- Workout (1961)
- Another Workout (1961)

Amb Wes Montgomery
- Bags Meets Wes! (1961)
- Full House (1962)
- Smokin' at the Half Note (1965)

Amb Lee Morgan
- Here's Lee Morgan (1960)

Amb Mark Murphy
- Rah (1961)

Amb David Newman
- Staight Ahead (1960)

Amb Art Pepper
- Gettin' Together (1960)

Amb Sonny Red
- Out of the Blue (1959)

Amb Dizzy Reece
- Star Bright (1959)

Amb Wayne Shorter
- Introducing Wayne Shorter (1959)

Amb Sonny Rollins
- Sonny Rollins, Vol. 1 (1956)
- Newk's Time (1957)

Amb Don Sleet
- All Members (1961)

Amb Frank Strozier
- Fantastic Frank Strozier (1959)

Amb Art Taylor
- A.T.'s Delight (1960)

Amb Teri Thornton
- Devil May Care (1960)

Amb Phil Upchurch
- Feeling Blue (1967)

Amb Dinah Washington
- Back to the Blues (1962)